# Zoo Ostrava
Zoo Ostrava (Tsjechisch: Zoologická zahrada a botanický park Ostrava) is een dierentuin en botanische tuin in Ostrava, Tsjechië. Zoo Ostrava werd opgericht als Kunčičky Zoo in 1951 in het stadsdeel Kunčičky. In 1956 werd al een nieuwe dierentuin gebouwd in het Stromovka Park en in 1960 werden alle dieren verhuisd naar deze nieuwe locatie. 
In 1996 werd de dierentuin lid van de European Association of Zoos and Aquaria en het park is ook lid van de World Association of Zoos and Aquariums. Daarnaast neemt het park deel aan meerdere internationale fokprogramma's en coördineert en beheert de EEP-stamboeken voor de chimpansee en de vissenfamilie Poeciliidae.